# Club Deportivo Cuenca

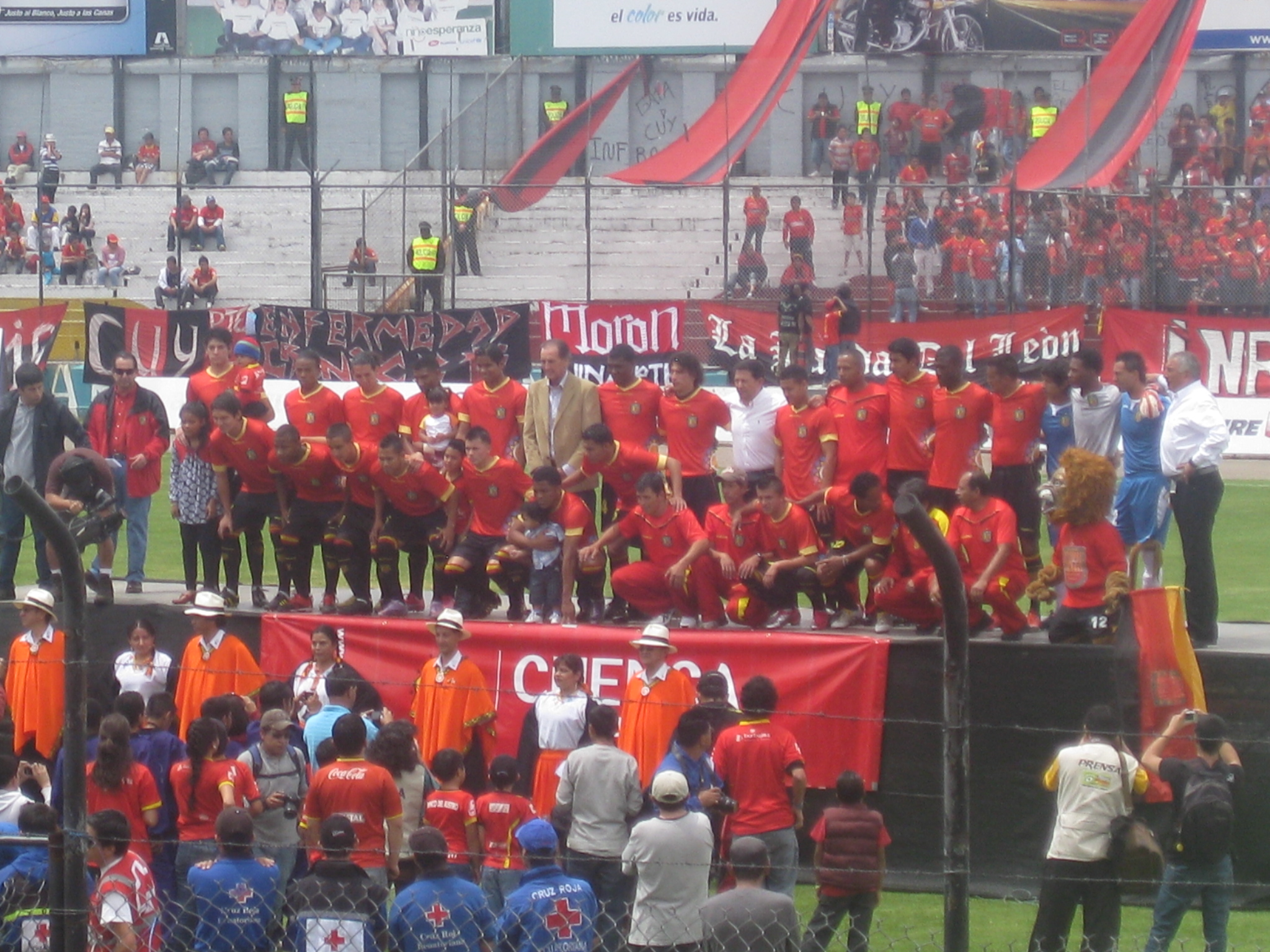
Team van 2011

Club Deportivo Cuenca is een professionele voetbalclub uit Cuenca, Ecuador. De club werd opgericht op 4 maart 1971 en is uitgegroeid tot een van de vaste clubs in de Ecuadoraanse competitie. Eenmaal wist de club landskampioen te worden, in 2004, waardoor het in het daaropvolgende jaar mocht uitkomen in het toernooi om de Copa Libertadores.

## Erelijst
- Landskampioen (1)

2004
- Vice-kampioen (3)

1975, 1976, 2005 [C]
- Serie B (4)

1972 [C], 1980, 1995

## Stadion
Deportivo Cuenca speelt zijn thuiswedstrijden in het Estadio Alejandro Serrano Aguilar. Dit stadion, met een capaciteit van 22.000 toeschouwers, is gelegen in het centrum van de stad en werd onder de huidige naam in gebruik genomen in 1971. In 1993 werden er enkele wedstrijden van de Copa America afgewerkt.

## Bekende (oud-)spelers
- Wilson Armas
- Stony Batioja
- Wilson Carabalí
- Carlos Castro
- Javier Klimowicz
- Damián Lanza
- Alberto Montaño
- Raúl Noriega
- Carlos Vernaza

## Kampioenteam
- 2004 — Javier Klimowicz, Manuel Mendoza, Segundo Matamba, Raúl Noriega, Jhon Cagua, Giancarlo Ramos, Jimmy Blandón, Camilo Hurtado, Raúl Antuña, David Valencia, Walter Calderón, Carlos Quiñónez, Damián Lanza, Marcelo Velazco, Carlos Grueso, Carlos Hidalgo, Johnny Pérez, Carlos Morán, Marcelo Bohorquez, Pablo Arévalo, Sergio Bustos en Washington España.